# 26197 Борміо
26197 Борміо (26197 Bormio) — астероїд головного поясу, відкритий 31 березня 1997 року.
Тіссеранів параметр щодо Юпітера — 3,523.